# Małgorzata Jasińska
Małgorzata Jasińska (Olsztyn, Vàrmia i Masúria, 18 de gener de 1984) és una ciclista polonesa professional des del 2007 i actualment a l'equip Cylance Pro Cycling. En el seu palmarès destaquen els tres Campionats nacionals en ruta.

## Palmarès
- 2009
  -  Campiona de Polònia en ruta
- 2010
  -  Campiona de Polònia en ruta
- 2012
  - 1a al Giro de Toscana-Memorial Michela Fanini i vencedora d'una etapa
- 2014
  - Vencedora d'una etapa al Giro de Toscana-Memorial Michela Fanini
- 2015
  -  Campiona de Polònia en ruta
  - 1a al Giro de Toscana-Memorial Michela Fanini i vencedora d'una etapa
- 2016
  - 1a al Gran Premi de San Luis
- 2018
  -  Campiona de Polònia en ruta
  -  Campiona de Polònia en contrarellotge